# Хорошкевич, Николай Порфирьевич
Никола́й Порфи́рьевич Хорошке́вич (20 мая 1868 — 20 апреля 1927, Москва) — русский и советский инженер и архитектор, один из мастеров московского модерна. Отец художника Л. Н. Хорошкевича и музейного работника Н. Н. Хорошкевич.

## Биография
Родился в дворянской семье украинского происхождения. Отец — военный, затем чиновник в Москве . Окончил 3-ю мужскую классическую гимназию в Москве, служил вольноопределяющимся. Хорошкевичу было 18 лет, когда его отец был осужден за служебные злоупотребления и сослан в Томск. Оказавшимсь предоставленным самому себе, он испробовал несколько профессий вплоть до газетного рецензента. В 1893 году сдал экзамен на право «производства строительных работ» при Техническо-строительном комитете Министерства внутренних дел, после чего получил от ТСК МВД право на производство работ по гражданской строительной части и стал работать на должности техника-архитектора. В 1893—1899 гг. — техник при строительных работах, изыскании путей, разбивке железнодорожных линий в различных районах России, в частности, в Юго-Западном крае на линии Калиновка-Гайвороновка. Затем работал техником-строителем 2-й дистанции Эриванского отделения Кавказского округа (участка по реке Арпа и участка от станции Ахбулак до г. Карса). В 1896 г. — техник-строитель в Управлении Закавказской железной дороги, работал на строительстве железнодорожных зданий и путей в Тифлисе, затем перевёлся на работу в Управление Средне-Сибирской железной дороги, где вёл геодезические, сметные и проектные работы для Ачинского участка. С участием Н. П. Хорошкевича был построен мост через р. Бирюсинку. Возвратился в Центральную Россию на работу в Общество Виндаво-Рыбинской железной дороги и заведовал партией изысканий железнодорожных линий на участке Осташково-Западная Двина, Красный холм на г. Устюжну и на г. Весьегонск.
Принимал также участие в постройках Рязанской, Курской железных дорог и ветки Рыбинск-Бологое. В 1900 году сдал экстерном экзамены в Институте гражданских инженеров императора Николая I, получив свидетельство на право производства работ «по гражданской строительной части» и начал самостоятельную архитектурно-строительную практику по возведению зданий не выше 3-х этажей. В практических работах это ограничение не соблюдалось, и Хорошкевич строил много зданий разной высоты. Вступил в Московское архитектурное общество в 1901 году. Являлся членом Московского фотографического общества. С 1901 года параллельно со строительной практикой служил в Правлении Страхового общества «Якорь» в качестве архитектора по составлению планов и оценок «всякого рода строений и по ликвидации пожарных убытков». В 1909 году — действительный член Московского Вегетарианского общества. В 1911 году принял участие в работе IV съезда Русских Зодчих. В 1916—1917 годах работал на участке Кандалакша — Кола Мурманской железной дороги, которая строилась «по обстоятельствам» военного времени.
Скончался в Москве 20 апреля 1927 года. Похоронен на Новодевичьем кладбище.
Был два раза женат. Первая жена Вера Александровна Маракуева (1871—1894), похоронена на Пятницком кладбище, от этого брака — дочь Надежда (1889—1976).
Вторая жена — Екатерина Леонидовна Великолепова (1871—1905), похоронена на Новодевичьем кладбище. От этого брака — Елизавета (1901—1943), Леонид (1902—1956), похоронен на Новодевичьем кладбище.
По мнению доктора искусствоведения М. В. Нащокиной, Н. П. Хорошкевич вошёл в историю московского модерна постройкой доходного дома Шухаева — редкого памятника «северного» модерна, стилистически отличающегося от рядовых построек Москвы начала XX века.

## Проекты и постройки
- Арбат ул., д.55/32 (Денежный пер. 32/55). Доходный дом 1876—1877 гг., архитекторы: М. А. Арсеньев, П. А. Виноградов, Д. П. Паршин, Н. П. Хорошкевич, П. Т. Шагин. В этом здании располагаются мемориальная квартира Андрея Белого и выставочные залы музея А. С. Пушкина.
- Доходный дом на ул. Остужева (1898, ?);
- Доходный дом Н. Ю. Авдощенко (1903, Москва, Александровская улица), не сохранился;
- Особняк А. М. Скуйс (1903, Москва, Мещанская улица, 18);
- Жилое здание Некрасова и Кудрявцева (1906, Улица Ильинка);
- Деревянный дом Виноградовой (1908 год, Москва, Безымянный переулок), не сохранился (?);
- Служебные постройки во владении Т. Я. Шухаева (1910, Москва, Проточный переулок), не сохранились;
- Доходный дом Е. П. Филиппова (1911, Москва, Улица Тимура Фрунзе, 9);
- Доходный дом Т. Я. Шухаева (1911—1912, Москва, Большой Козихинский переулок, 23);
- Обновление фасадов доходного дома Шаблыкиных (кинотеатр «Арс») (1912, Москва, Тверская улица, 23/12 — Мамоновский переулок, 12/23).
- Дом Гагена (фабриканта пишущих машинок) (?, Москва, Большая Никитская улица, 22);
- Магазин ювелира Маркова (?);
- Магазин Миляевой (?);
- Магазин Карташева (?);
- Участие в строительстве церкви Вознесения Господня (?, Московская область, Воскресенск);
- Здание земского училища (?, Московская область, Воскресенск);
- Дом Иконниковой (?, Москва)
- Флигель во владении князя Фёдора Куракина (?, Москва, Новая Басманная улица);
- Отделка квартиры княгини Софьи Владимировны Куракиной, собственный дом С. Куракиной у Большого Каменного моста (?, Москва).